# Atari Greatest Hits
Atari Greatest Hits est une compilation de jeux vidéo divisée en deux volumes.

## Atari Greatest Hits: Volume 1
Atari Greatest Hits: Volume 1 est une compilation de jeux vidéo développée par Code Mystics et édité par Atari, sorti en 2010 sur Nintendo DS.
Elle intègre :
Jeux d'arcade
- Asteroids
- Battlezone
- Centipede
- Gravitar
- Lunar Lander
- Missile Command
- Pong
- Space Duel
- Tempest

Atari 2600
- 3-D Tic-Tac-Toe
- Adventure
- Air-Sea Battle
- Asteroids
- Atari Video Cube
- Basketball
- Battlezone
- Bowling
- Centipede
- Championship Soccer
- Dodge 'Em
- Flag Capture
- Football
- Fun with Numbers
- Gravitar
- Hangman
- Haunted House
- Home Run
- Human Cannonball
- Math Gran Prix
- Miniature Golf
- Missile Command
- Outlaw
- Realsports Baseball
- Realsports Boxing
- Realsports Football
- Realsports Tennis
- Realsports Volleyball
- Sky Diver
- Slot Machine
- Slot Racers
- Sprint Master
- Star Ship
- Stellar Track
- Submarine Commander
- Surround
- Swordquest Earthworld
- Swordquest Fireworld
- Swordquest Waterworld
- Tempest
- Video Checkers

Elle a été notée 6/10 sur IGN.

## Atari Greatest Hits: Volume 2
Atari Greatest Hits: Volume 2 est une compilation de jeux vidéo développée par Backbone Entertainment et édité par Atari, sorti en 2011 sur Nintendo DS.
Elle intègre :
Jeux d'arcade
- Asteroids Deluxe
- Black Widow
- Crystal Castles
- Liberator
- Major Havoc
- Millipede
- Red Baron
- Super Breakout
- Warlords (support 4 joueurs)

Atari 2600
- Adventure: Return to Haunted House
- Adventure: Secret Quest
- Canyon Bomber (support 2 joueurs)
- Circus Atari (support 2 joueurs)
- Combat (support 2 joueurs)
- Combat Two (support 2 joueurs)
- Demons to Diamonds (support 2 joueurs)
- Desert Falcon
- Off-the-Wall
- Radar Lock
- Golf
- Double Dunk (support 2 joueurs)
- Realsports Basketball (support 2 joueurs)
- Realsports Soccer (support 2 joueurs)
- Super Baseball (support 2 joueurs)
- Super Football (support 2 joueurs)
- Video Olympics (support 4 joueurs)
- A Game of Concentration
- Backgammon
- BASIC Programming
- Brain Games (support 2 joueurs)
- Code Breaker
- Maze Craze (support 2 joueurs)
- Video Chess
- Fatal Run
- Night Driver
- Steeplechase
- Street Racer
- Quadrun
- Sentinel
- Space War
- Star Raiders
- Yars' Revenge
- Breakout
- Crystal Castles
- Millipede
- Super Breakout
- Video Pinball
- Warlords (support 4 joueurs)
- Black Jack (support 3 joueurs)
- Casino (support 4 joueurs)